# ゴルトシュミット (クレーター)
ゴルトシュミット (Goldschmidt) は、月の表側にある巨大なクレーターであり、月の北極地域に位置する。1861年に英国王立天文学会金賞を受賞したドイツのアマチュア天文家、ヘルマン・ゴルトシュミットにちなんで名づけられた。ゴルトシュミットの西側の周壁上にはアナクサゴラスが位置しており、ゴルトシュミットの西側の周壁を完全に破壊している。ゴルトシュミットの南東にはバローが位置しており、ゴルトシュミットとバローは幅30キロメートルの丘陵によって隔てられている。ゴルトシュミットの南にはエピゲネスが位置している。
ゴルトシュミットは、その大きさから壁平原と呼ばれる。ゴルトシュミットの周壁は隕石の衝突などによって激しく風化しており、周壁の内部には小さなクレーターが散在している。西側の周壁はアナクサゴラスやアナクサゴラスAの形成によって消滅し、ゴルトシュミットの周壁内部の西側3分の1はアナクサゴラスやアナクサゴラスAが形成される際に舞い上げられた噴出物によって覆われている。ゴルトシュミットの周壁内部はもともと溶岩で覆われているため、噴出物によって覆われていない東側3分の2は水平に近い平地となっている。

## 従属クレーター
ゴルトシュミットのごく近くにある小さな無名のクレーターについては、アルファベットを付加することによって識別される。
| 名称 | 月面緯度     | 月面経度    | 直径  |
| ---- | ------------ | ----------- | ----- |
| A    | 北緯 72.5 度 | 西経 2.5 度 | 7 km  |
| B    | 北緯 70.6 度 | 西経 6.7 度 | 10 km |
| C    | 北緯 71.1 度 | 西経 6.0 度 | 7 km  |
| D    | 北緯 75.3 度 | 西経 7.7 度 | 14 km |